# Abbaye Mater Ecclesiae

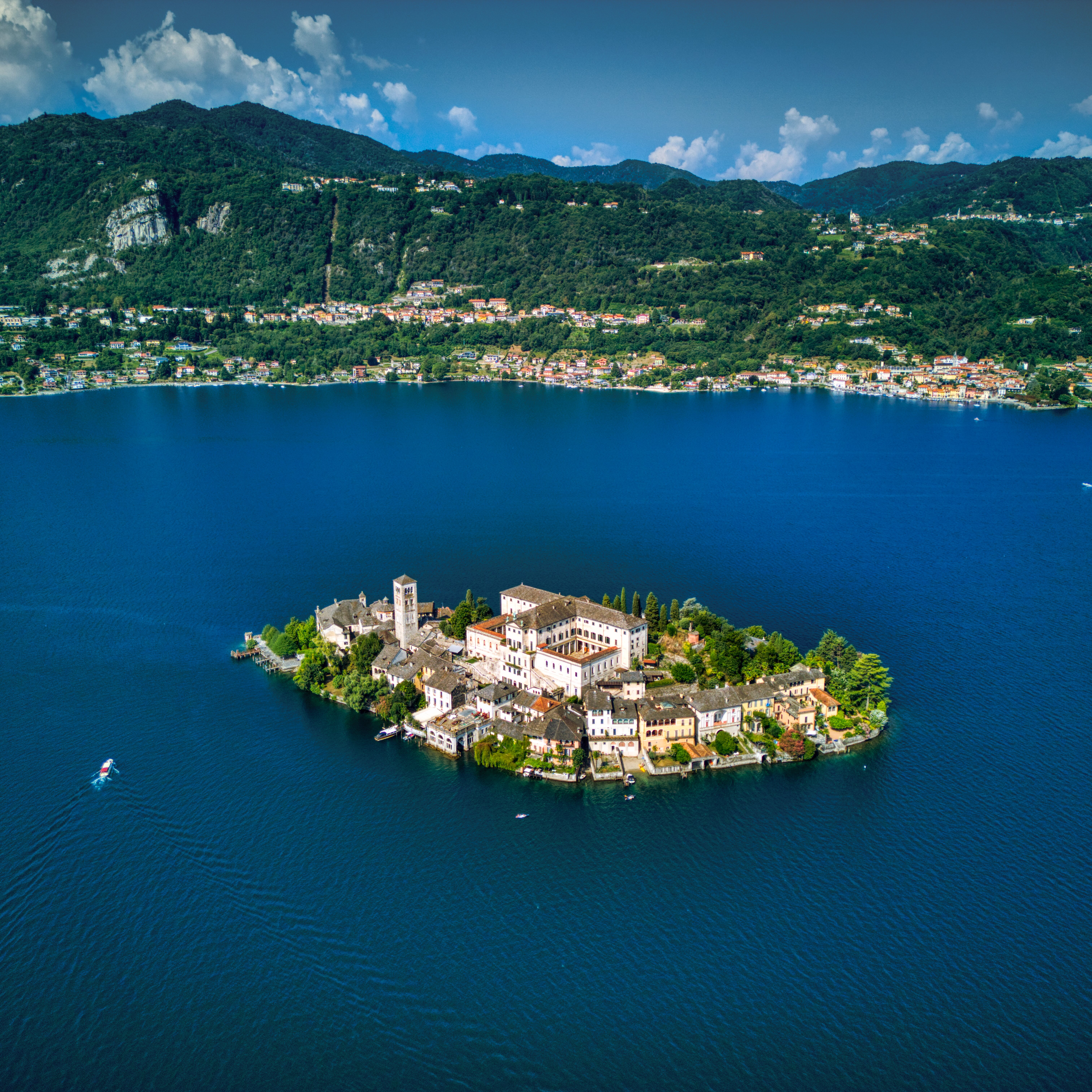
L'abbaye Mater Ecclesiae situé sur l'île Saint-Jules dans le Lac d'Orta

Pour les articles homonymes, voir Mater Ecclesiae.
Ne doit pas être confondu avec Monastère Mater Ecclesiae (Vatican).
L'abbaye Mater Ecclesiae  (italien : Abbazia Mater Ecclesiae) est un monastère de moniales bénédictines, situé sur l'île Saint-Jules (italien : isola di San Giulio), commune d'Orta San Giulio, dans la province de Novare, au Piémont, en Italie.
L'abbaye est ouverte toute l'année, sauf en novembre, et offre l'hospitalité aux personnes et aux groupes des deux sexes, prêtres, religieux et laïcs.
L'abbesse était Anna Maria Cànopi (it), qui est la fondatrice de l'abbaye, jusqu'à son retrait en 2018. Elle est également une écrivain féconde de livres sur la spiritualité et une érudite de la littérature patristique. Elle est décédée en 2019.
Aujourd'hui, l'abbaye a une nouvelle mère abbesse en la personne de Maria Grazia Girolimetto.

## Histoire
L'établissement monastique remonte à 1973, comme une fondation de l'abbaye de Viboldone. Les six religieuses, dirigées par Anna Maria Cànopi, arrivent sur l'île et occupent le palais de l'ancien évêché. En raison de l'augmentation rapide du nombre des moniales, elles se déplacent, en 1989, vers le centre de l'île pour s'installer dans l'ancien séminaire diocésain.
En 2006 environ quatre-vingts moniales bénédictines vivent dans l'abbaye, et ainsi maintiennent vivante la tradition de Guillaume de Volpiano, né en 962 sur l'île, qui contribua grandement à la propagation du monachisme en Europe.
Récemment, la communauté monastique a fondé une nouvelle communauté monastique, issue des efforts d'une délégation envoyée par la mère abbesse. C'est le monastère Regina Pacis à Saint-Oyen (Italie), confié à 14 religieuses.
Le 31 août 2009, le patriarche de l'Église grecque-catholique melkite Grégoire III Laham a visité l'abbaye et y a célébré une divine liturgie selon le rite byzantin.

## Le travail manuel
L'activité de l'abbaye est orientée vers la recherche et l'étude de textes anciens ainsi que leur traduction. Y sont également élaborés les écrits et publications d'aide de la Lectio divina.
Depuis 1984, il y a une importante activité de restauration des tissus anciens (meubles, vêtements, tapisseries, etc.) qui se distingue non seulement par sa restauration professionnelle, mais aussi pour les études et les recherches dans ce domaine. Des parements liturgiques y sont confectionnés.
L'utilisation experte d'anciens métiers à tisser manuels permet de produire des tissus de qualité élevée. Par ailleurs, dans l'abbaye la peinture est pratiquée pour produire des icônes originales. L'abbaye fabrique également des hosties.
L'école de la restauration des textiles et des tapisseries de l'île est rattaché à l'Opificio delle pietre dure (en français : l'Office de la Pierre dure) de Florence.